# Shine (låt av Natália Kelly)
Shine är en låt med den österrikiska sångerskan Natália Kelly.

## Eurovision
Den 15 februari 2013 vann Natália Kelly med låten i Österrikes nationella uttagning till Eurovision Song Contest 2013. Låten framfördes sedan i första semifinalen av ESC men gick inte vidare till final.